# John Connor (écrivain)
Pour l’article ayant un titre homophone, voir Jon Connor.
Pour les articles homonymes, voir John Connor et Connor.
John Connor, pseudonyme de Tom Winship, né en 1963, est un auteur britannique de roman policier. Il a signé une de ses œuvres de son patronyme.

## Biographie
Il fait des études en droit et devient avocat pour le ministère public du Yorkshire pendant une quinzaine d’années. Conseiller des forces de l’ordre pour des opérations d’infiltration dans les milieux du crime organisé et de la drogue, il met fin à sa carrière pour se lancer dans l’écriture. 
À partir de 2003, il amorce une série de romans policiers ayant pour héroïne l’inspecteur Karen Sharpe de la police du Yorkshire. Dans le premier titre, Code Phénix (2003), ce limier professionnel découvre les ramifications qui lient un banal assassinat à la pègre londonienne. Dans Jeux de pouvoir (2004), le kidnapping de la fille d'un juge jette un éclairage nouveau sur une ancienne affaire de viol non résolue.

## Œuvre

### Romans policiers

#### SérieKaren Sharpe
- Phoenix (2003) Publié en français sous le titre Code Phénix, Paris, Jean-Claude Lattès, 2010
- The Playroom (2004) Publié en français sous le titre Jeux de pouvoir, Paris, Éditions du Masque, Le Masque no 2537, 2012
- A Child’s Game (2006)
- Publié en français sous le titre Infiltrée, Paris, Éditions du Masque, Le Masque, 2013
- Falling (2007)
- Unsafe (2009)

#### Autres romans policiers
- The Opposite of Mercy (2011), signé Tom Winship
- The Vanishing (2013) Publié en français sous le titre Infiltrée, Paris, Éditions du Masque, Masque poche no 12, 2013